# 维勒博东
维勒博东（法語：Villebaudon，法語發音：[vilbodɔ̃]）是法国芒什省的一个市镇，位于该省中东部，属于圣洛区和维勒迪约市镇公共社区，其市镇面积为5.69平方公里，2022年1月1日时人口数量为325人。
维勒博东是维勒迪约市镇公共社区的组成部分。

## 行政
维勒博东的邮政编码为50410，INSEE市镇编码为50637。

## 地理

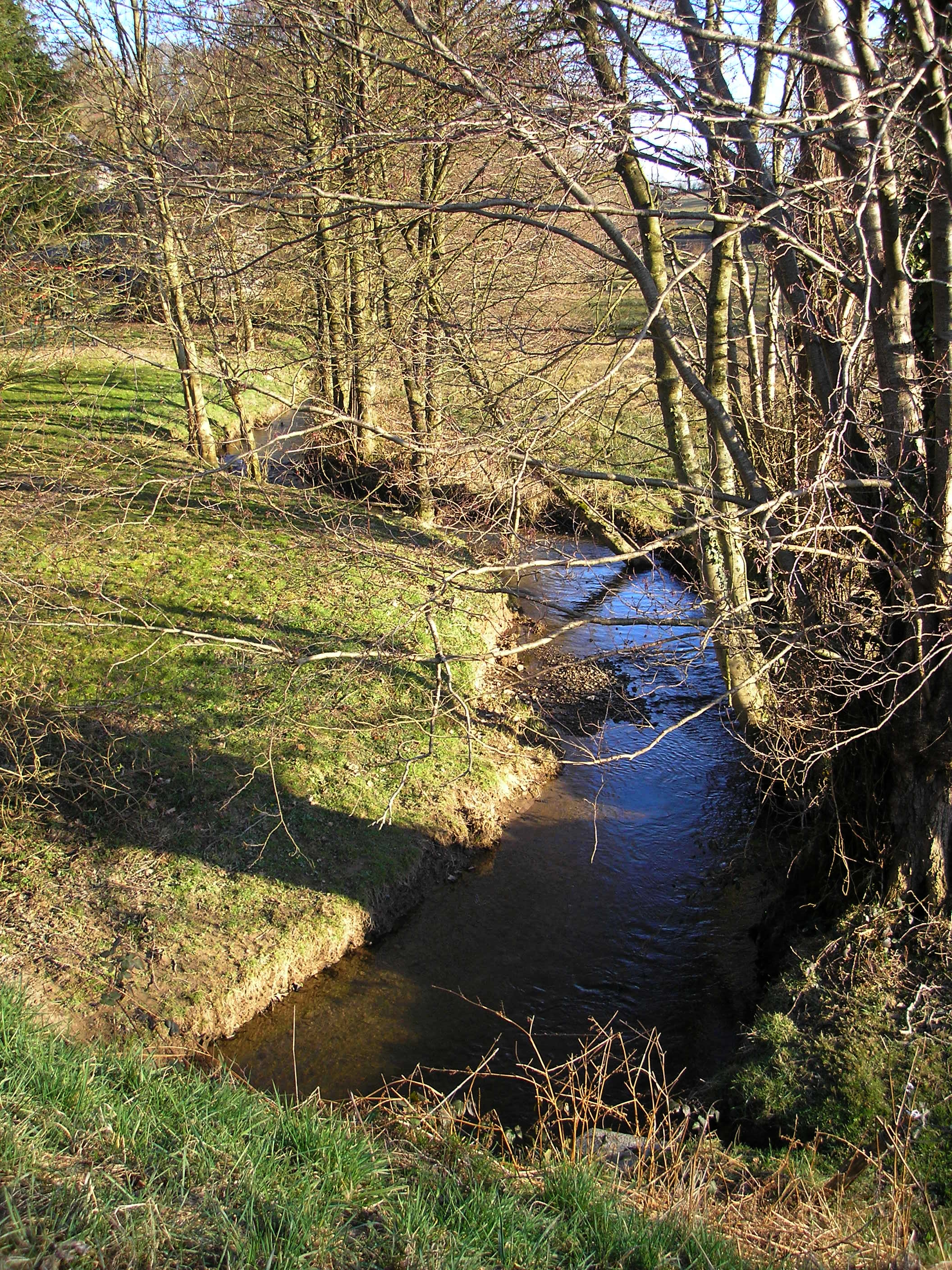
苏勒河

维勒博东（48°57'37"N, 1°9'59"W）位于法国西北部，诺曼底大区西部和芒什省中东部。
与维勒博东接壤的市镇包括：拉艾贝勒丰、博库德赖、莫佩尔蒂、穆瓦永维拉日、诺曼底地区佩尔西。
维勒博东位于维尔河与苏勒河的分水岭地带。境内以丘陵为主，镇中心地势略高于四周。
按照柯本气候分类法，维勒博东属于温带海洋性气候，全年温差较小，降水分布均匀。

## 历史
维勒博东历史上长期为一处普通村落，中世纪出现教堂，法国大革命后成为芒什省的一个市镇。
1812年，埃勒河畔圣康坦整体并入维勒博东市镇范围内。

## 交通
芒什省省道D13线和D999线在维勒博东境内十字交汇，另有D208线经过维勒博东境内。有校车线路前往省会圣洛。

## 政治
现任维勒博东市长为安娜-索菲·贝朗热女士（Anne-Sophie Bellenger），她是一名无党派人士。

## 人口
| 年份   | 1936 | 1946 | 1954 | 1962 | 1968 | 1975 | 1982 | 1990 | 1999 | 2006 | 2007 | 2012 | 2017 | 2018 |
| ------ | ---- | ---- | ---- | ---- | ---- | ---- | ---- | ---- | ---- | ---- | ---- | ---- | ---- | ---- |
| 人口數 | 394  | 383  | 373  | 388  | 378  | 330  | 321  | 317  | 284  | 282  | 282  | 319  | 310  | 313  |

## 社会

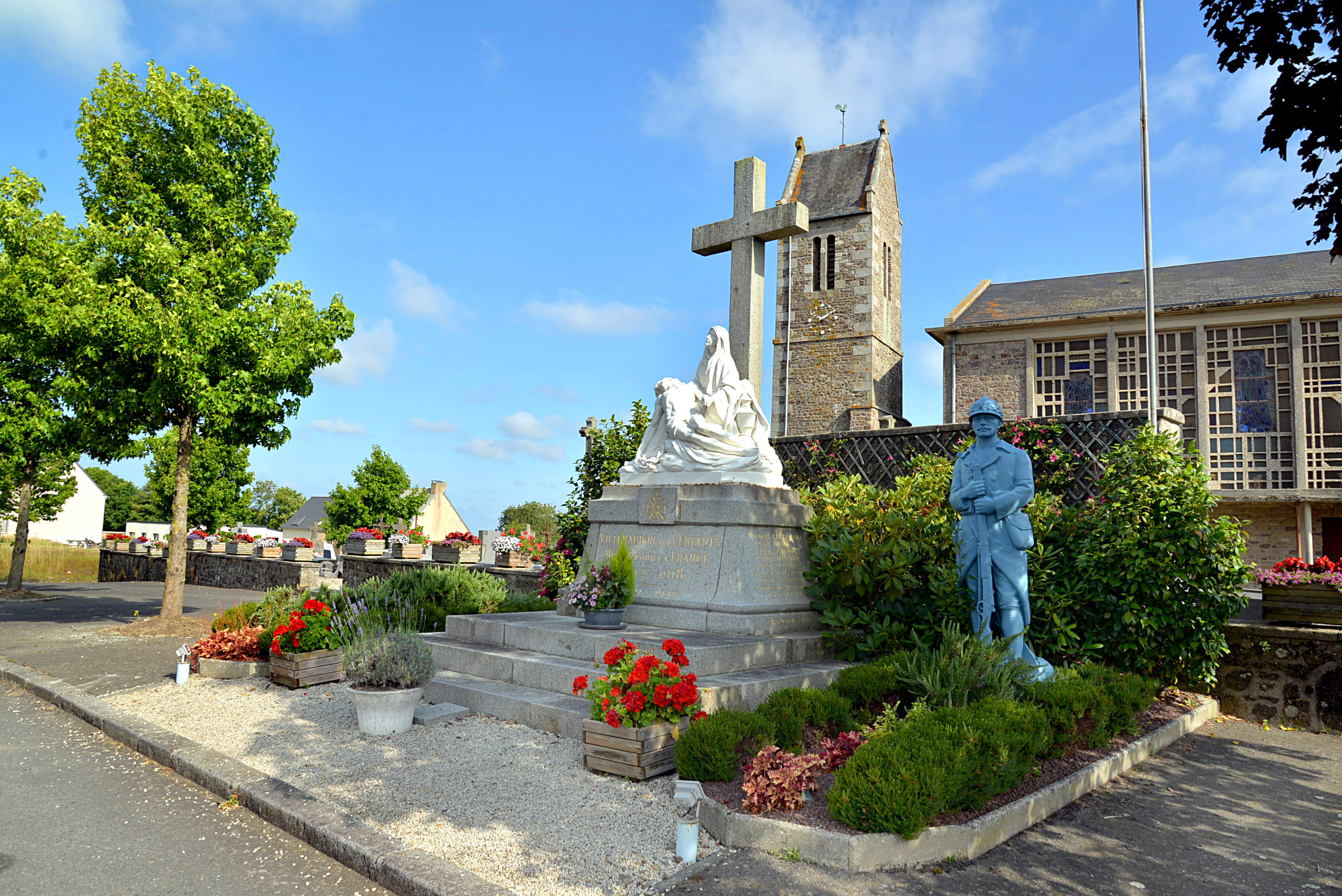
遇难者纪念碑

维勒博东镇中心有少量商业设施。

## 景观
维勒博东圣安娜教堂（Église Sainte-Anne de Villebaudon）是当地的代表性建筑物。